# Rehna
 Rehna város a Németország Mecklenburg-Elő-Pomeránia tartományában, Lübeck és Schwerin között fekszik.

## Városrészek
Következik  városrészek léteznek: 
Brützkow, Falkenhagen, Gletzow, Löwitz, Nesow, Nesow Dorf, Neu Vitense, Othenstorf, Parber, Törber, Törberhals és Vitense.

## Története
Rehna írott forrásban elsőként 1230-ban tűnik fel. 1237-ben a kolostort Szűz Mária és Szent Erzsébet tiszteletére szentelték. Rehna 1734 és 1768 Braunschweig-Lüneburgi Választófejedelemséghez tartozott és 1791-ben város lett.

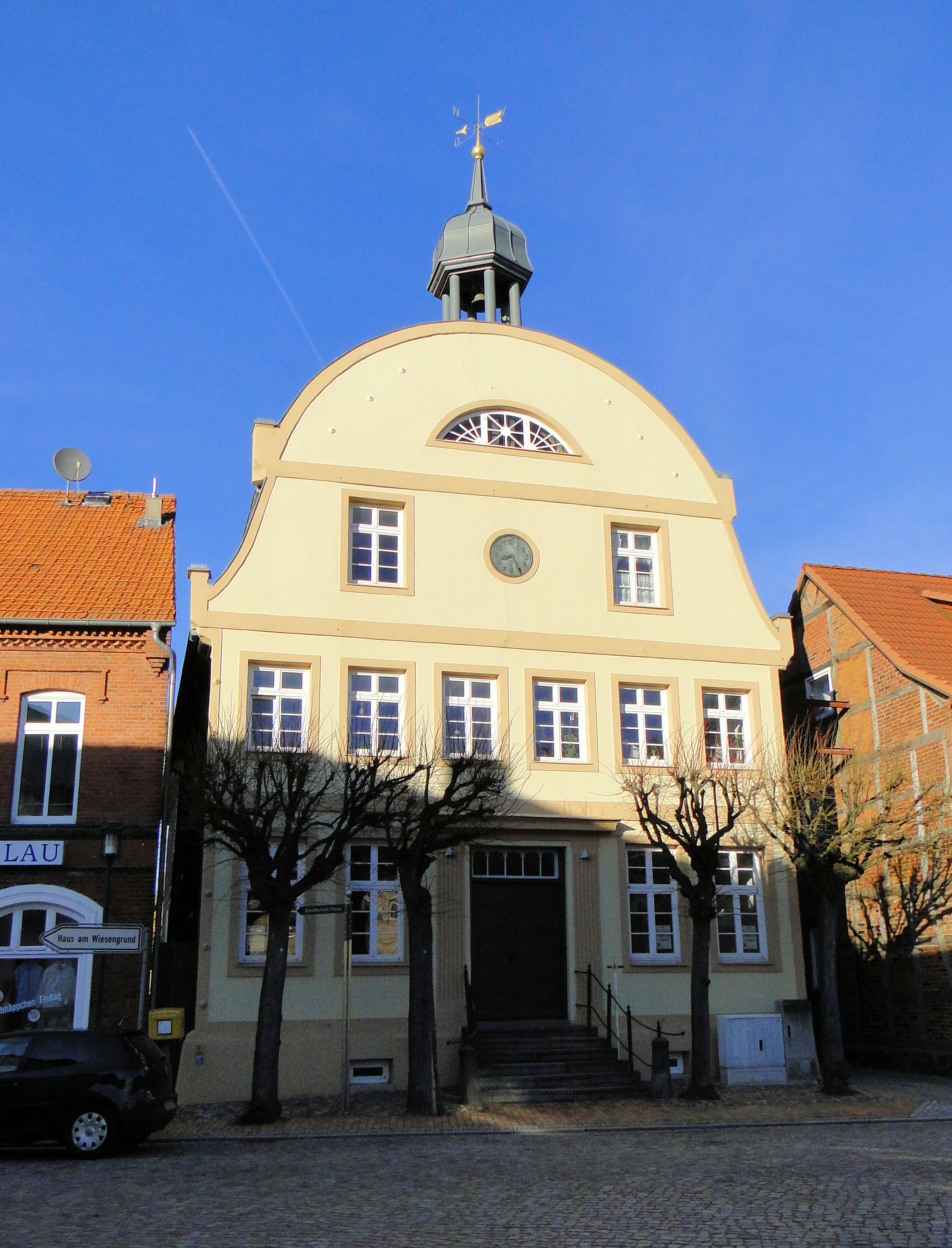
A régi tanácsház

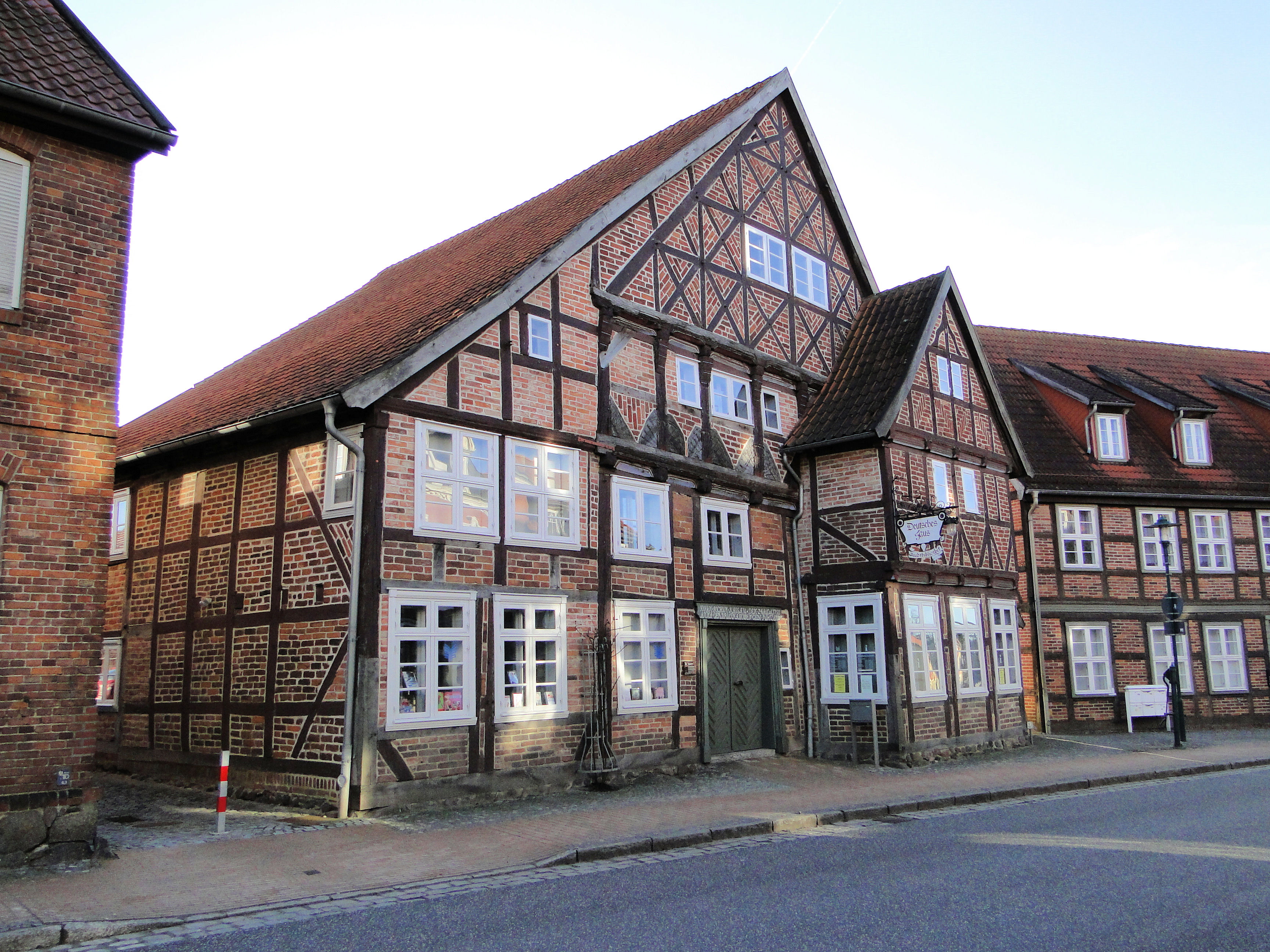
Deutsches Haus

## Turistalátványosságok
- A régi tanácsház

## Fordítás
- Ez a szócikk részben vagy egészben  a   Rehna című német Wikipédia-szócikk fordításán alapul.  Az eredeti cikk szerkesztőit annak laptörténete sorolja fel. Ez a jelzés csupán a megfogalmazás eredetét és a szerzői jogokat jelzi, nem szolgál a cikkben szereplő információk forrásmegjelöléseként.